# Kos II

Herb Kos II

Herb Kos II a

Herb Borski II a czyli Kos II odmienny

Kos II (Koss) – kaszubski herb szlachecki.

## Opis herbu
Herb znany przynajmniej w trzech wariantach. Opisy z wykorzystaniem zasad blazonowania, zaproponowanych przez Alfreda Znamierowskiego:
Kos II (Koss, Kosseken, Kossen, Kos-Siemirowski, Kos-Szemirowski): W polu błękitnym dwa charty srebrne, wspięte, zwrócone do siebie, ze złotymi obrożami. W klejnocie, nad hełmem bez korony półksiężyc srebrny, nad którego rogami po gwieździe złotej; nad nim róg myśliwski czarny ze złotymi nawiązaniami i okuciami. Labry błękitne, podbite srebrem.
Kos IIa (Koss): Inny klejnot: księżyc złoty, z twarzą i takimiż gwiazdami nad rogami jest nad trąbą, nawiązanie trąby jest czerwone.
Kos IIb (Koss, Borski II odmienny, Borsken, Koss-Borski): Inny klejnot: księżyc z twarzą i gwiazdami jest nad trąbą czarną bez nawiązania i okuć, wylotem w prawo.

## Najwcześniejsze wzmianki
Wariant I znajduje się na mapie Pomorza Lubinusa z 1618 (jako Kossen). Wymieniany przez Ostrowskiego (Księga herbowa rodów polskich), Nowego Siebmachera i Bagmihla (Pommershes Wappenbuch). Warianty odmienne przytaczane przez Siebmachera.

## Rodzina Kos
Drobna rodzina szlachecka z ziemi lęborskiej. Nie należy mylić jej z rodem Kosów von Amsel z Prus Królewskich. Najwcześniejsze wzmianki z lat 1574 i 1601 (Kossecken). Te oraz późniejsze wzmianki z 1608, 1618 i 1621 (Kossen) wymieniają rodzinę jako właścicieli w Siemirowicach. Oprócz tej wsi, uważanej za główną posiadłość rodu, Kosowie mieli też części w miejscowościach: Bochowo, Borkowo, Dąbrówka, Gostkowo, Łętowo, Popowo, Słajkowo i Żelazno. Oprócz ziemi lęborskiej występowali także w Żukowie, Niepoczołowicach, Zakrzewie, Wyszecinie, Dąbrówce, Puzdrowie.

## Herbowni
Kos (Kosseck, Kosseken) z nazwiskami odmiejscowymi Siemirowski (Szemirowski) i Zakrzewski oraz może Niepoczołowski (wówczas Kos funkcjonuje jako przydomek). 
Niemal identycznego herbu (Borski IIa) używała rodzina Borskich z przydomkiem Kos (Koss), być może zaszło tu przejęcie herbu z powodu identyczności nazwisk.